# テンシノツバサガイ
　
テンシノツバサガイ（Cyrtopleura costata）はニオガイ科に属する二枚貝の一種である。約15cm以下の長い貝殻を持ち、約30本の放射肋には顆粒がみられる。内外とも白色で、ピンク色をおびることがある。貝殻はとても薄く、容易に割れる。生貝はベージュ色の薄皮に覆われる。カナダ東岸からブラジルにかけて分布し、潮間帯下の泥や粘土底に穴を1m近くの深さまで掘って棲む。身は美味い。
　

## 特徴
本種の蝶番部は特異な構造になっている。殻頂の前側は外向きに折り返し、殻頂直下の内部には突起がある。鉸歯や靭帯は無く、代わりに左右両殻をつなぎ止める大小の板状の殻片があり、大きい殻片は前方背面外部から殻頂にまで広がった前部閉殻筋に覆われて蝶番と靭帯の役割をする。
水管は吸水管と排水管が融合し、太くて長い。穿孔期に粘土底に潜った後は安全で水管を引っ込める必要はなく、貝殻から出したまま暮らす。貝殻は前後でやや開き、完全に閉じることはない。足は粘土底への穿孔期以外には使用されないため発達せず、体全体の1/8程度にすぎない。深く潜った貝を取り出すと、もう潜ることはできない。硬貨のような形の糞をする。
　